# Vodní pólo na Letních olympijských hrách 2000
Vodní pólo na Letních olympijských hrách 2000 zahrnovalo turnaje mužů a žen, konané jak v Sydneyském mezinárodním středisku vodních sportů (Sydney International Aquatic Centre) v Olympijském parku v Homebush Bay, tak v Středisku vodních sportů pro volný čas ve čtvrti Ryde (Ryde Aquatic Leisure Centre). To bylo nejpozději dokončeným sportovištěm Her, což souviselo s dodatečným doplněním ženského vodního póla do olympijského programu.
Turnaje mužů se zúčastnilo dvanáct družstev, turnaje žen šest týmů, hrálo se od 16. září do posledního dne Her, 1. října 2000.

## Průběh soutěží
První turnaj vodních pólistek v historii olympijských her skončil finálovým duelem Austrálie a USA. Ve skupině po dramatickém průběhu vyhrála vzájemný zápas Austrálie 7:6, finálový zápas byl ale ještě dramatičtější. V polovině utkání vedly Američanky 2:1, ale ve třetí čtvrtině Austrálie vyrovnala a necelé dvě minuty před koncem Australanky dokonce vedly 3:2. 13 sekund před koncem znovu vyrovnala Brenda Villová. Těsně před koncem s prodloužením na spadnutí rozhodčí odpískali Julii Swailové faul, Yvette Higginsová rychle vystřelila a 1,3 sekundy před koncem dala rozhodující gól. Až vedoucí technické komise mezinárodní federace Gianni Lonzi rozptýlil pochyby o tom, zda byl gól dosažen regulérně. Turnaje se nezúčastnily mistryně světa z roku 1998 Italky.
Ve finále turnaje mužů se střetli neporažení Rusové s Maďarskem. Oba finalisté postoupili po nervy drásajících semifinále, Rusko muselo proti Španělsku podstoupit dokonce dvě prodloužení Maďaři porazili Jugoslávii, která ve skupině Maďarsko porazila 10:9. Už v poločase finále ale bylo jasno o úspěchu Maďarů, kteří vedli 8:2 a snadno dovedli zápas k vítězství 13:6. Hlavním tahounem Maďarska byl Tibor Benedek, který až po rozhodnutí Sportovního arbitrážního soudu, který zkrátil jeho trest za doping, dostal možnost v Sydney startovat. Ve finále dal čtyři góly. Pro Maďarsko to bylo už sedmé vítězství v olympijském vodnopólovém turnaji v historii, ale první od roku 1976.

## Medailisté
| Kategorie | Zlato           | Stříbro                      | Bronz            |
| --------- | --------------- | ---------------------------- | ---------------- |
| muži      | Maďarsko (HUN)  | Rusko (RUS)                  | Jugoslávie (YUG) |
| ženy      | Austrálie (AUS) | Spojené státy americké (USA) | Rusko (RUS)      |

## Turnaj mužů

### Skupiny
| Skupina A | Skupina A  | Skupina A | Skupina A | Skupina A | Skupina A | Skupina A |    | Skupina B  | Skupina B | Skupina B | Skupina B | Skupina B | Skupina B | Skupina B |
|           | Družstvo   | V         | R         | P         | Skóre     | Body      |    | Družstvo   | V         | R         | P         | Skóre     | Body      |           |
| --------- | ---------- | --------- | --------- | --------- | --------- | --------- | -- | ---------- | --------- | --------- | --------- | --------- | --------- | --------- |
| 1.        | Rusko      | 4         | 1         | 0         | 51:28     | 9         | 1. | Jugoslávie | 4         | 0         | 1         | 41:22     | 9         |           |
| 2.        | Itálie     | 4         | 1         | 0         | 43:32     | 9         | 2. | Chorvatsko | 4         | 0         | 1         | 42:30     | 9         |           |
| 3.        | Španělsko  | 2         | 1         | 2         | 32:34     | 5         | 3. | Maďarsko   | 3         | 0         | 2         | 49:39     | 5         |           |
| 4.        | Austrálie  | 1         | 2         | 2         | 38:36     | 4         | 4. | USA        | 2         | 0         | 3         | 42:39     | 4         |           |
| 5.        | Kazachstán | 1         | 1         | 3         | 41:46     | 3         | 5. | Nizozemsko | 1         | 0         | 4         | 34:55     | 2         |           |
| 6.        | Slovensko  | 0         | 0         | 5         | 30:59     | 0         | 6. | Řecko      | 0         | 0         | 5         | 22:45     | 0         |           |

V = výhry, R = remízy, P = porážky.

### Vyřazovací boje
|  | Čtvrtfinále | Čtvrtfinále    |             |                  | Semifinále  | Semifinále  |  |  | Finále | Finále |
|  |             |                |             |                  |             |             |  |  |        |        |
|  |             |                |             |                  |             |             |  |  |        |        |
|  |             |                |             |                  |             |             |  |  |        |        |
|  | Rusko       | 11             |             |                  |             |             |  |  |        |        |
|  | Rusko       | 11             |             |                  |             |             |  |  |        |        |
|  | USA         | 10             |             |                  |             |             |  |  |        |        |
|  | USA         | 10             | Rusko       | 8                |             |             |  |  |        |        |
|  |             |                | Rusko       | 8                |             |             |  |  |        |        |
|  |             | Španělsko      | 7           |                  |             |             |  |  |        |        |
|  | Španělsko   | Španělsko      | 7           | 9                |             |             |  |  |        |        |
|  | Španělsko   |                |             | 9                |             |             |  |  |        |        |
|  | Chorvatsko  | 8              |             |                  |             |             |  |  |        |        |
|  | Chorvatsko  | 8              | Rusko (RUS) | 6                |             |             |  |  |        |        |
|  |             |                | Rusko (RUS) | 6                |             |             |  |  |        |        |
|  |             | Maďarsko (HUN) | 13          |                  |             |             |  |  |        |        |
|  | Itálie      | Maďarsko (HUN) | 13          | 5                |             |             |  |  |        |        |
|  | Itálie      |                |             | 5                |             |             |  |  |        |        |
|  | Maďarsko    | 8              |             |                  |             |             |  |  |        |        |
|  | Maďarsko    | 8              | Maďarsko    | 8                | Třetí místo | Třetí místo |  |  |        |        |
|  |             |                | Maďarsko    | 8                | Třetí místo | Třetí místo |  |  |        |        |
|  |             | Jugoslávie     | 7           |                  |             |             |  |  |        |        |
|  | Austrálie   | Jugoslávie     | 7           | 3                | Španělsko   | 3           |  |  |        |        |
|  | Austrálie   |                |             | 3                | Španělsko   | 3           |  |  |        |        |
|  | Jugoslávie  | 7              |             | Jugoslávie (YUG) | 8           |             |  |  |        |        |
|  | Jugoslávie  | 7              |             |                  | 8           |             |  |  |        |        |
|  |             |                |             |                  |             |             |  |  |        |        |
|  |             |                |             |                  |             |             |  |  |        |        |

### Finále
| 1. října 2000 | Rusko (RUS) | 6:13 1:3, 1:5, 2:2, 2:3 | Maďarsko (HUN) | Sydney International Aquatic Centre |

|                         |                                                               |  |                                                                                                 |                                                                     |
| Čas začátku: 16:15 AEST | Alexandr Jeryčov 3 góly, Nikolaj Kozlov 2, Revaz Čokomachidze |  | Tibor Benedek 4 góly, Gergely Kiss 3, Attila Vari a Tamás Molnar po 2, Tamás Kasas, Peter Biros | Rozhodčí: Petrus Hendrik Bookelman Rozhodčí: Paraskevas Chaskioglou |

## Turnaj žen

### Skupina
| Skupina A | Skupina A  | Skupina A | Skupina A | Skupina A | Skupina A | Skupina A |
|           | Družstvo   | V         | R         | P         | Skóre     | Body      |
| --------- | ---------- | --------- | --------- | --------- | --------- | --------- |
| 1.        | Austrálie  | 4         | 0         | 1         | 35:20     | 8         |
| 2.        | USA        | 3         | 1         | 1         | 36:30     | 7         |
| 3.        | Nizozemsko | 3         | 2         | 0         | 27:26     | 6         |
| 4.        | Rusko      | 2         | 2         | 1         | 36:29     | 6         |
| 5.        | Kanada     | 1         | 2         | 2         | 33:34     | 4         |
| 6.        | Kazachstán | 0         | 0         | 5         | 23:51     | 0         |

V = výhry, R = remízy, P = porážky.

### Vyřazovací boje
|  | Semifinále | Semifinále                   |   |             | Finále          | Finále |  |
|  |            |                              |   |             |                 |        |  |
|  |            |                              |   |             |                 |        |  |
|  | Austrálie  | 7                            |   |             |                 |        |  |
|  | Rusko      | 6                            |   |             |                 |        |  |
|  |            |                              |   |             |                 |        |  |
|  |            |                              |   |             |                 |        |  |
|  |            |                              |   |             | Austrálie (AUS) | 4      |  |
|  |            | Spojené státy americké (USA) | 3 |             |                 |        |  |
|  |            |                              |   |             |                 |        |  |
|  |            |                              |   |             |                 |        |  |
|  |            |                              |   |             | O třetí místo   |        |  |
|  |            |                              |   |             |                 |        |  |
|  | USA        | 6                            |   | Rusko (RUS) | 4               |        |  |
|  | Nizozemsko | 5                            |   |             | Nizozemsko      | 3      |  |

### Finále
| 23. září 2000 | Austrálie (AUS) | 4:3 1:1, 0:1, 1:0, 2:1 | Spojené státy americké (USA) | Sydney International Aquatic Centre |

|                         |                                                                        |  |                                         |                                                    |
| Čas začátku: 21:15 AEST | Yvette Higginsová, Naomi Castleová, Bronwyn Mayerová, Melissa Millsová |  | Brenda Villová 2 góly, Ericka Lorenzová | Rozhodčí: Renato Dani Rozhodčí: Vladimir Prichodko |